# Volley Toggenburg
Il Volley Toggenburg è una società di pallavolo femminile svizzera, con sede a Wattwil: milita nel campionato svizzero di Lega Nazionale A.

## Storia
Fondato nel 1972 come Kantonsschul-Verein Wattwil, sul finale degli anni novanta emerge emerge nel panorama pallavolistico svizzero: nella stagione 1997-98 raggiunge le finali scudetto e la finale di Coppa di Svizzera, sconfitto in entrambi i casi dal BTV Lucerna, mentre nella stagione seguente conquista lo scudetto.
Nel 2006 il club si fonde con l'Ebnat-Kappel, cambiando denominazione in Volley Toggenburg.

## Rosa 2019-2020
| N° | Nome             | Ruolo | Data di nascita  | Nazionalità sportiva |
| -- | ---------------- | ----- | ---------------- | -------------------- |
| 3  | Loredana Cantoni | P     | 26 agosto 1999   | Svizzera             |
| 5  | Chiara Bigger    | S     | 5 ottobre 1998   | Liechtenstein        |
| 6  | Jasmine Fiechter | S     | 9 maggio 2000    | Svizzera             |
| 8  | Tamara Riesen    | O     | 15 novembre 2000 | Svizzera             |
| 10 | Rong Yi          | P     | 26 agosto 1996   | Cina                 |
| 11 | Jasmin Kuch      | C     | 26 giugno 2002   | Svizzera             |
| 12 | Annouk Erni      | S     | 27 luglio 2003   | Svizzera             |
| 13 | Jana Pfyl        | L     | 25 agosto 1995   | Svizzera             |
| 14 | Martina Koch     | C     | 14 giugno 1999   | Svizzera             |
| 15 | Diandra Vögtlin  | C     | 30 gennaio 2000  | Svizzera             |
| 17 | Liu Xinrui       | O     | 5 settembre 1994 | Cina                 |

## Palmarès
- Campionato svizzero: 1

1998-99

## Denominazioni precedenti
- 1972-2006: Kantonsschul-Verein Wattwil